# Армия особого назначения

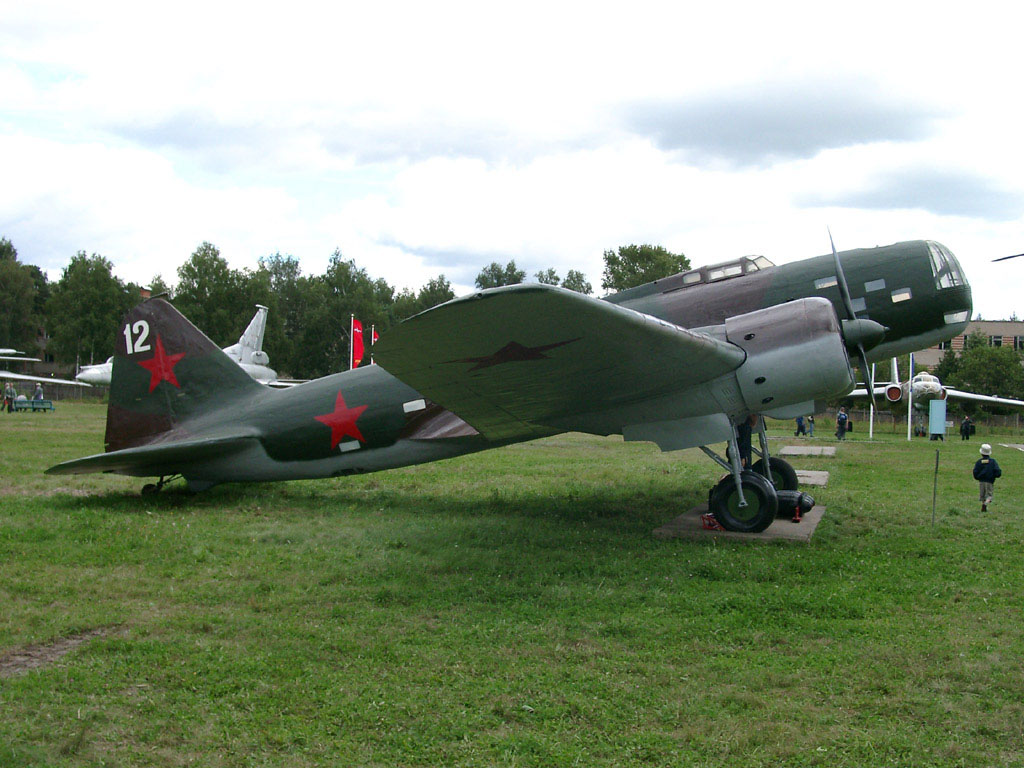
ДБ-3 в музее ВВС.

А́рмия осо́бого назначе́ния (АОН) — довоенное высшее оперативное объединение (Армия) авиации РККА, предназначенное для совместных действий с другими видами ВС (родами войск (сил)) и решения самостоятельных оперативных и стратегических задач, а также оперативной и тактической подготовки разных родов авиации РККА. Являлась авиационной армией резерва Главнокомандования ВС СССР.
Состояла из авиационных соединений и отдельных частей, а также частей обеспечения и обслуживания.
В советских ВВС созданы в 30-е годы XX века. Всего было сформировано три АОН, состоявшие из отдельных бригад бомбардировочной авиации, крейсерских истребительных эскадрилий и полка стратегической воздушной разведки.

## История
Количественный рост сил авиации (ВВС) РККА позволил создать более крупные соединения, нежели бригады. В 1933 году бригады тяжёлых бомбардировщиков стали сводить в корпуса, по три бригады в каждом. В 1935 году таких корпусов имелось пять.
С декабря 1935 года началось формирование Авиагруппы, в которую намеревались включить три тяжёлобомбардировочных и три скоростных бомбардировочных бригады. Чуть позже эту группу превратили в Армию.
8 января 1936 года, на основании приказа НКО СССР за № 001, сформирована первая АОН, на основе авиационных бригад тяжелых бомбардировщиков, дислоцировавшихся в европейской части СССР. Получила № 1.
15 марта 1937 года на Дальнем Востоке страны сформирована вторая АОН, получившая № 2. Последняя третья АОН сформирована в Северокавказском военном округе.
Первоначально каждая АОН имела свою организационно-штатную структуру, что создавало определённые неудобства, и только апреле 1937 года была установлена единая организация, для АОН, которая включала две тяжелобомбардировочные, одну легкобомбардировочную и одну истребительную авиабригады.
Впоследствии 2—3 бригады объединялись в авиационные корпуса. В каждой АОН было по 340—360 самолётов.
Командующий АОН подчинялся непосредственно наркому обороны СССР и пользовался правами командующего войсками округа. Их командующими были Герои Советского Союза В. С. Хользунов, И. И. Проскуров и дважды Герой Советского Союза С. П. Денисов. Части и соединения АОН участвовали в проведении воздушных манёвров (1936 г.) и воздушных парадов.

В течение тридцатого ноября ВВС фронта, Первой Отдельной Краснознаменной, Тринадцатой и Седьмой армий, ВВС Краснознаменного Балтийского флота, а также Первая и Третья отдельные авиационные армии РГК совершили в общей сложности две тысячи восемьсот шестьдесят боевых вылетов. Из них тысячу семьсот сорок — бомбардировщики. Огнём зенитной артиллерии сбито три ДБ-3, пять СБ и два И-153. Не боевые потери составили девять самолётов (семь СБ и два И-16). В ходе воздушных боев уничтожено два разведчика и десять истребителей противника…
Штаб-квартиры АОН: Москва, Хабаровск и Ростов. Материально-техническое обеспечение (МТО) АОН возлагалось на штаб ВВС и ряд управлений Наркомата обороны СССР через военные округа.
5 ноября 1940 года управления АОН были упразднены., а авиационная части и соединения вошли в состав образованной дальней бомбардировочной авиации (авиации Главного командования).

## Формирования
- Армия особого назначения — 1
- Армия особого назначения — 2
- Армия особого назначения — 3